# Granice Paragwaju

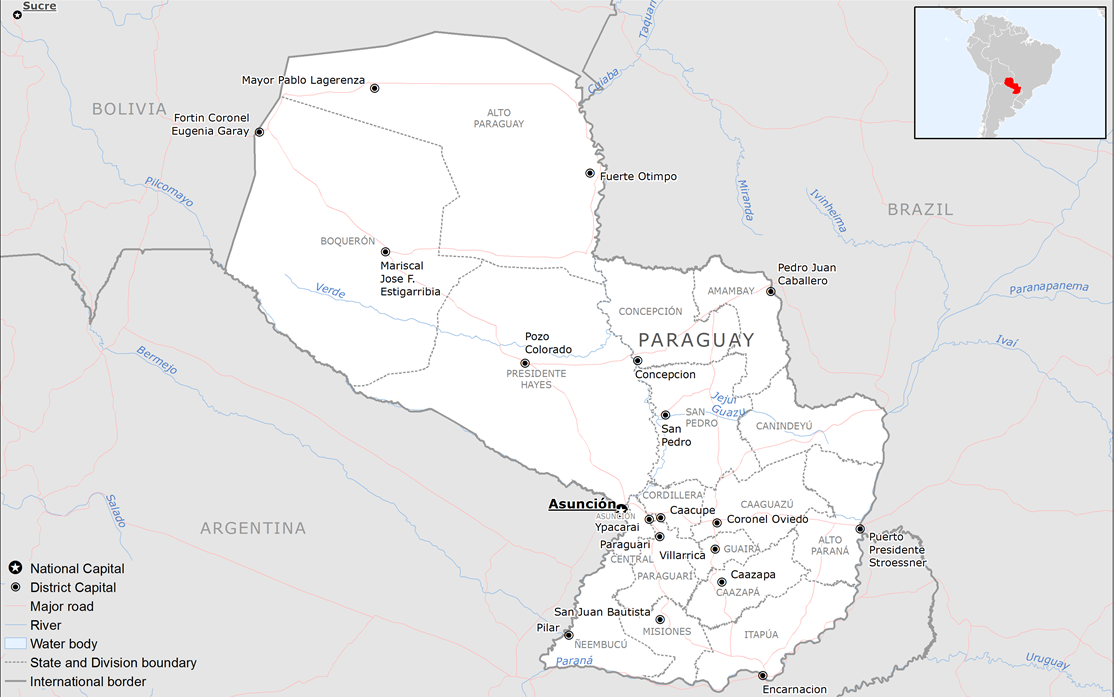
Mapa Paragwaju z widocznymi granicami państwa

Granice Paragwaju – Paragwaj graniczy z trzema państwami: Brazylią, Boliwią i Argentyną. Łączna długość granic wynosi 3799 km.
| Państwo   | Długość         | Długość        | Długość | Departamenty graniczące                                                      |
| Państwo   | Granica rzeczna | Granica lądowa | Łącznie | Departamenty graniczące                                                      |
| --------- | --------------- | -------------- | ------- | ---------------------------------------------------------------------------- |
| Brazylia  | 1345 km         | 345 km         | 1690 km | Alto Paraguay, Concepción, Amambay, Canindeyú, Alto Paraná, Itapúa, Misiones |
| Boliwia   | 38 km           | 704 km         | 742 km  | Alto Paraguay, Boquerón                                                      |
| Argentyna | 929 km          | 438 km         | 1367 km | Misiones, Ñeembucú, Central, Presidente Hayes, Boquerón                      |
| Łącznie   | 2312 km         | 1487 km        | 3799 km |                                                                              |